# Tour de France 2018
Tour de France 2018 var den 105:e upplagan av cykeltävlingen Tour de France. Tävlingen startade den 7 juli i Noirmoutier-en-l'Île, och avslutades den 29 juli i Paris, med en total sträcka på 3 351 km över 21 etapper.

## Etapper
| Etapp | Datum  | Start – mål                                 | type          | Distans (km) | Etappvinnare       | Totalledare       |
| ----- | ------ | ------------------------------------------- | ------------- | ------------ | ------------------ | ----------------- |
| 1     | 7 jul  | Noirmoutier-en-l'Île – Fontenay-le-Comte    | Flack etapp   | 201          | Fernando Gaviria   | Fernando Gaviria  |
| 2     | 8 jul  | Mouilleron-Saint-Germain – La Roche-sur-Yon | Flack etapp   | 182,5        | Peter Sagan        | Peter Sagan       |
| 3     | 9 jul  | Cholet – Cholet                             | Lagtempoetapp | 35,5         | BMC Racing Team    | Greg Van Avermaet |
| 4     | 10 jul | La Baule-Escoublac – Sarzeau                | Flack etapp   | 195          | Fernando Gaviria   | Greg Van Avermaet |
| 5     | 11 jul | Lorient – Quimper                           |               | 204,5        | Peter Sagan        | Greg Van Avermaet |
| 6     | 12 jul | Brest – Mûr-de-Bretagne                     |               | 181          | Dan Martin         | Greg Van Avermaet |
| 7     | 13 jul | Fougères – Chartres                         | Flack etapp   | 231          | Dylan Groenewegen  | Greg Van Avermaet |
| 8     | 14 jul | Dreux – Amiens                              | Flack etapp   | 181          | Dylan Groenewegen  | Greg Van Avermaet |
| 9     | 15 jul | Arras citadel – Roubaix                     |               | 156,5        | John Degenkolb     | Greg Van Avermaet |
| 10    | 17 jul | Annecy – Le Grand-Bornand                   | Bergsetapp    | 158,5        | Julian Alaphilippe | Greg Van Avermaet |
| 11    | 18 jul | Albertville – La Rosière                    | Bergsetapp    | 108,5        | Geraint Thomas     | Geraint Thomas    |
| 12    | 19 jul | Bourg Saint Maurice – Alpe d'Huez           | Bergsetapp    | 175,5        | Geraint Thomas     | Geraint Thomas    |
| 13    | 20 jul | Le Bourg-d'Oisans – Valence                 | Flack etapp   | 169,5        | Peter Sagan        | Geraint Thomas    |
| 14    | 21 jul | Saint-Paul-Trois-Châteaux – Mende           |               | 188          | Omar Fraile        | Geraint Thomas    |
| 15    | 22 jul | Millau – Carcassonne                        |               | 181,5        | Magnus Cort        | Geraint Thomas    |
| 16    | 24 jul | Carcassonne – Bagnères-de-Luchon            | Bergsetapp    | 218          | Julian Alaphilippe | Geraint Thomas    |
| 17    | 25 jul | Bagnères-de-Luchon – Col de Portet          | Bergsetapp    | 65           | Nairo Quintana     | Geraint Thomas    |
| 18    | 26 jul | Trie-sur-Baïse – Pau                        | Flack etapp   | 171          | Arnaud Démare      | Geraint Thomas    |
| 19    | 27 jul | Lourdes – Laruns                            | Bergsetapp    | 200,5        | Primož Roglič      | Geraint Thomas    |
| 20    | 28 jul | Saint-Pée-sur-Nivelle – Espelette           | Tempoetapp    | 31           | Tom Dumoulin       | Geraint Thomas    |
| 21    | 29 jul | Houilles – Paris                            | Flack etapp   | 116          | Alexander Kristoff | Geraint Thomas    |